# Ben Bradshaw

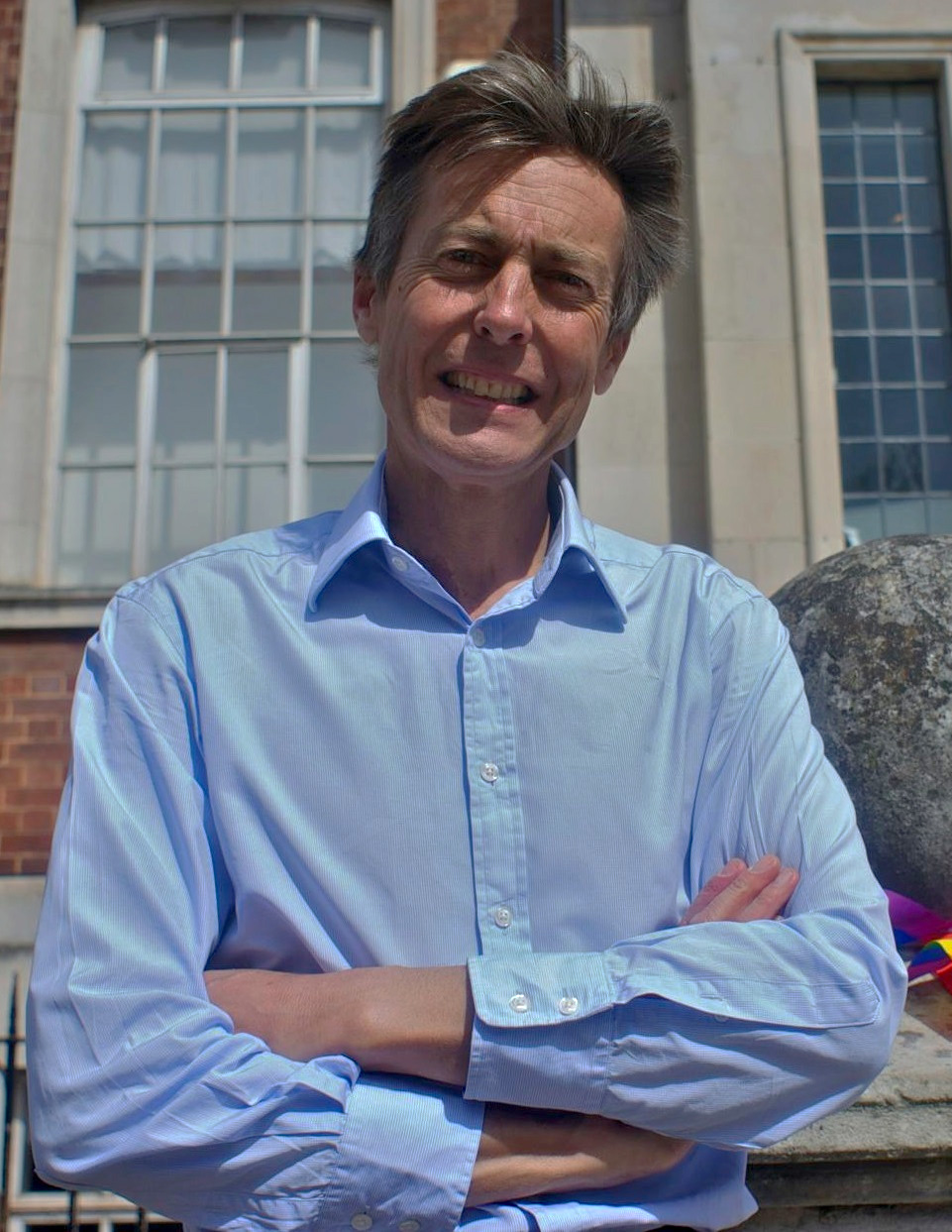
Ben Bradshaw (2011)

Sir Benjamin Peter James Bradshaw (* 30. August 1960 in London) ist ein britischer Journalist und Politiker. Der frühere BBC-Reporter vertrat von 1997 bis 2024 als Labour-Abgeordneter den Wahlkreis Exeter im britischen Unterhaus und bekleidete in den Jahren von 2000 bis 2010 verschiedene Regierungsämter in den Kabinetten Blair und Brown. So war er von 2007 bis 2009 Gesundheitsminister und zugleich Regionalminister für den Südwesten und ab 2009 Minister für Kultur, Medien und Sport.

## Leben

### Jugend und Ausbildung
Bradshaw ist das jüngste von vier Kindern des anglikanischen Geistlichen Peter Bradshaw und dessen Ehefrau Daphne Murphy. Er wuchs zusammen mit zwei Schwestern und einem Bruder – Jonathan Bradshaw, später Soziologieprofessor an der University of York – in Norwich auf. Sein Vater war Vikar an der dortigen Kathedrale. Ben Bradshaw ging an der Thorpe St Andrew High School in Norwich zur Schule und nahm 1974/75 an einem Schüleraustauschprogramm mit dem Wilhelm-Remy-Gymnasium im rheinland-pfälzischen Bendorf teil. Von 1979 an studierte er an der University of Sussex Anglistik und Germanistik. Von 1980 bis 1981 verbrachte er einige Semester an der Universität Freiburg in Deutschland. Nach dem Abschluss seines Studiums war er von 1982 bis 1983 als Lehrer für Englisch am Technikum Winterthur in der Schweiz tätig, bevor er an der Universität von Durham eine zusätzliche Ausbildung als Journalist absolvierte.

### Tätigkeit als Journalist
Seine erste Anstellung als Reporter erhielt Bradshaw 1984 bei der Zeitung Exeter Express and Echo im südwest-englischen Exeter. Im folgenden Jahr wechselte er zum Eastern Daily Press in Norwich, ging aber schon 1986 zurück nach Exeter, um als Radioreporter für BBC Radio Devon zu arbeiten. Für die BBC ging er 1988 als Korrespondent nach Berlin, wo er 1989 den Mauerfall miterlebte. Für seine Beiträge darüber auf BBC Radio wurde er mit verschiedenen Preisen ausgezeichnet. Von 1991 bis zu seiner Wahl ins Unterhaus 1997 war er Reporter für das BBC-Radioprogramm The World At One. 1993 erhielt er den Sony News Reporter Award.

### Politische Karriere
Ben Bradshaw war bereits in jungen Jahren Mitglied der Labour Party. Im Jahr 1997 wurde er erstmals als Abgeordneter ins britische Unterhaus gewählt. Er vertrat dort den Wahlkreis Exeter, der zuvor über Jahrzehnte fest in konservativer Hand war und verteidigte seinen Parlamentssitz in allen sechs darauf folgenden Wahlen der Jahre 2001, 2005, 2010, 2015, 2017 und 2019. Bei der Wahl im Jahr 2017 erzielte er einen Stimmenanteil von 62 Prozent.

#### Auf Regierungsseite
Am 4. Juli 1997 hielt Bradshaw seine erste Rede im Unterhaus. 1998 brachte er den Pesticides Act im Parlament ein. 2000 wurde er Unterstaatssekretär im Gesundheitsministerium. Nach den Parlamentswahlen von 2001 wurde er unter der Regierung von Tony Blair Unterstaatssekretär im  Außenministerium und von 2003 bis 2006 im Ministerium für Umwelt Ernährung und Landwirtschaft. Am 28. Juni 2007 wurde er zum Gesundheitsminister (Minister of State im Department of Health) ernannt. Außerdem wurden ihm die Aufgaben des Ministers für den Südwesten Englands übertragen. Seine Amtszeit als Gesundheitsminister war von verschiedenen öffentlichen Kontroversen geprägt. Von Juni 2009 bis zur Wahlniederlage der Regierung Brown war Bradshaw Staatssekretär für Kultur, Medien und Sport.

#### In der Opposition
Nach seinem Ausscheiden aus der Regierung wurde Ben Bradshaw in den Kronrat (Privy Council) berufen.
Beim Brexit-Referendum von 2016 stimmte in seinem Wahlkreis Exeter eine Mehrheit für ein Verbleiben Großbritanniens in der EU. Bradshaw vertritt seit je her dezidiert pro-europäische Positionen und forderte vor dem endgültigen Austritt seines Landes aus der Union eine zweite Volksabstimmung.
In einer Unterhausdebatte im Dezember 2016, sagte Bradshaw, es sei „höchst wahrscheinlich“, dass das Brexit-Referendum von Seiten des Putin-Regimes ebenso beeinflusst worden sei wie die US-Wahlen im selben Jahr. Drei Jahre später gab er bekannt, wegen seiner wiederholten Hinweise auf die Versuche des Kremls, die britische Demokratie zu unterwandern, habe es einen russischen Hacker-Angriff mit hochentwickelter Malware auf seinen eigenen Mail Account gegeben.
In der Unterhauswahl vom 12. Dezember 2019, in der Labour das schlechteste Ergebnis seit 1935 erzielte, behauptete Ben Bradshaw seinen Wahlkreis mit der absoluten Mehrheit von 29.882 Stimmen (53 %). Für die Wahlniederlage seiner Partei machte er deren Führung unter Jeremy Corbyn verantwortlich und forderte, diese solle die Konsequenzen daraus ziehen.
Bradshaw unterstützte in der Folge den neuen Parteivorsitzenden Keir Starmer, kündigte aber Anfang 2022 an, bei der nächsten Unterhauswahl nicht erneut zu kandidieren. Im Jahr 2023 wurde Ben Bradshaw von König Charles III. wegen seiner politischen Verdienste in den persönlichen Adelsstand erhoben, der mit der Anrede „Sir“ verbunden ist. Die Wahl am 4. Juli 2024, bei der er nicht mehr antrat, endete mit einem Erdrutschsieg der Labour Party, und Starmer wurde Premierminister.

### Nach dem Ende der politischen Karriere
Nach seinem Ausscheiden aus dem Unterhaus übernahm Sir Ben Bradshaw im Juli 2024 eine Stelle als Senior Advisor bei der weltweit US-amerikanischen Unternehmensberatung Teneo in deren Londoner Niederlassung. In dieser Funktion berät er die Kunden des Unternehmens zu politischen Fragen des Vereinigten Königreichs.

### Privatleben
Bradshaw lebt offen schwul. Mit Stephen Twigg, Angela Eagle, Gordon Marsden und David Borrow gehörte er zu den ersten offen homosexuellen Abgeordneten im britischen House of Commons. Am 24. Juni 2006 ging er als erster britischer Minister überhaupt eine Eingetragene Partnerschaft ein. Sein Partner ist Neal Dalgleish, der als Produzent bei der BBC arbeitet.
Ben Bradshaw spricht fließend Deutsch und wird gelegentlich von deutschen Radio- und Fernsehmedien zu britischen Themen interviewt.